# 1107行动
1107行动（缅甸语：၁၁၀၇ စစ်ဆင်ရေး）是缅甸内战期间，由克伦尼民族人民解放阵线、克伦尼军队和克伦尼民族保卫军于2023年11月7日针对缅甸军政府发起的联合军事行动。它的发起是为了支持同时期由缅甸其他地方武装发起的1027行动。

## 时间线

### 11月7日
2023年11月7日，克耶邦梅塞镇（包括潘丹） 的军政府边境哨所被克伦尼部队占领，许多武器被叛军缴获。据称有70名军政府士兵在袭击中丧生，而克伦尼军队则表明自己有4名士兵死亡。

### 11月10日
11月10日，克伦尼民族保卫军声称他们击落了一架军政府K-8W教练机/攻击机，该飞机在克耶邦首府垒固附近的战区坠毁。然而，缅军则表明这架飞机遇到了技术问题而坠毁。

### 11月11日
从凌晨4:00开始， 克伦尼民族保卫军和克伦尼军部队开始攻击垒固周围的军事基地，这次行动被称为“11.11行动”。联军占领了七个军事基地并击落了一架飞机。克伦尼民族保卫军声称对战斗第一天在垒固附近的东克耶坠毁的一架缅甸空军战斗机负责。军政府消息人士则称，目前尚不清楚飞机坠毁是由于敌人火力还是技术故障。

### 11月15日
11月15日，经过两天的战斗，克伦尼民族保卫军控制了垒固大学。战斗中至少有110名军缅甸政府军士兵被杀，38人投降。
由于军政府的报复性打击，垒固已有超过34名平民死亡，50人受伤。